# سرطان الغدد الليمفاوية الجريبي للأطفال
سرطان الغدد الليمفاوية من النوع الجريبي للأطفال (PTFL) هو مرض تتراكم فيه الخلايا البائية الخبيثة (أي نوع فرعي من الخلايا الليمفاوية التي تنشأ من نخاع العظم)، وتتسبب في توسع الجريبات اللمفاوية، وبالتالي تضخم الغدد الليمفاوية في مناطق الرأس والرقبة وبشكل أقل شيوعًا في مناطق الفخذ والإبط. يمثل المرض 1.5% إلى 2% من جميع الأورام اللمفاوية التي تحدث في فئة الأطفال العمرية.
في البداية، عثر على سرطان الغدد الليمفاوية من النوع الجريبي للأطفال فقط في الأطفال والمراهقين وسمي سرطان الغدد الليمفاوية الجريبي للأطفال. ولكن في الآونة الأخيرة، وجد أن المرض يصيب البالغين أيضًا. أدى ذلك إلى قيام منظمة الصحة العالمية (2016) بإعادة تسمية اضطراب سرطان الغدد الليمفاوية الجريبي لدى الأطفال. (يشار إلى هذا المرض أيضًا باسم سرطان الغدد الليمفاوية العقدي الجريبي للأطفال). في الوقت نفسه، اعترفت منظمة الصحة العالمية أيضًا بسرطان الغدد الليمفاوية من النوع الجريبي للأطفال ككيان سريري متميز عن اضطرابات سرطان الغدد الليمفاوية المسامية التي صنفت سابقًا. استندت عملية إعادة التصنيف هذه إلى الاختلافات الجوهرية بين المرضين.
يختلف سرطان الغدد الليمفاوية من النوع الجريبي للأطفال عن سرطان الغدد الليمفاوية الجرابي في مظاهره السريرية، وفزيولوجيا المرض بما في ذلك التغيرات الجينية (أي تشوهات الكروموسومات والطفرات الجينية) التي تحدث في الخلايا السرطانية للأمراض، ومسارها السريري. بالنسبة إلى النقطة الأخيرة، غالبًا ما يظهر سرطان الغدد الليمفاوية من النوع الجريبي للأطفال نسيجيًا على أنه ورم خبيث عالي الدرجة، ولكن على عكس النسبة الصغيرة لحالات سرطان الغدد الليمفاوية المسامية التي تظهر بشكل مشابه على أنها ورم خبيث عالي الدرجة، فإنها تتطلب بشكل ثابت تقريبًا مسارًا بطيئًا ومنتكسًا وعاديًا دون التقدم إلى المزيد شكل عدواني وغير قابل للشفاء. يعد التعرف على سرطان الغدد الليمفاوية من النوع الجريبي للأطفال كمرض متميز منفصل عن سرطان الغدد الليمفاوية الجرابي أمرًا بالغ الأهمية لتجنب الخلط بينه وبين سرطان الغدد الليمفاوية الأكثر عدوانية الذي يتطلب علاجات كيميائية قد تكون سامة. يبدو أن هذا هو الحال بشكل خاص عندما يحدث سرطان الغدد الليمفاوية من النوع الجريبي للأطفال في الأطفال والمراهقين، وربما الأطفال الصغار جدًا.
نسبة كبيرة من الحالات التي شخصت على أنها سرطان الغدد الليمفاوية من النوع الجريبي للأطفال تعد الآن سرطان الغدد الليمفاوية B-cell كبير مع إعادة ترتيب IRF4، وهو مرض نادر جدًا حدد مؤقتًا من قبل منظمة الصحة العالمية (2016) على أنه منفصل بشكل واضح عن سرطان الغدد الليمفاوية من النوع الجريبي للأطفال. وصف سرطان الغدد الليمفاوية من النوع الجريبي للأطفال هنا بناءً على هذا التمييز المهم الذي صيغ مؤخرًا.

## حدوث المرض
يحدث سرطان الغدد الليمفاوية من النوع الجريبي للأطفال عند الذكور (نسبة الذكور إلى الإناث ~ 10؛ 1) الأطفال أو المراهقين (الذين تتراوح أعمارهم من 1 إلى 17 عامًا، ومتوسط العمر 13-14 عامًا)، ويحدث بشكل أقل في البالغين الشباب (الذين تتراوح أعمارهم بين 18 و30 عامًا)، وأحيانًا عند كبار السن. في نحو 90% من الحالات، تشخص الأمراض في مرحلة مبكرة (أي المرحلة الأولى أو الثانية) وتوضع في سلسلة أو اثنتين من سلاسل العقد الليمفاوية المجاورة.
تاريخيًا، وصف سرطان الغدد الليمفاوية من النوع الجريبي للأطفال على أنه يظهر بشكل شائع مع تضخم الغدد الليمفاوية و/أو اللوزتين في مناطق الرأس والرقبة، وهو أقل شيوعًا مثل تضخم الغدد الليمفاوية في المناطق الإبطية و/أو الإربية، و\أو نادرًا مثل تضخم الغدد الليمفاوية في البطن و/أو تسلل الخلايا الخبيثة إلى الخصيتين ونخاع العظام و/أو الجهاز العصبي المركزي. ومع ذلك، فإن العديد من الحالات النادرة الأخيرة، إن لم يكن كلها، وكذلك الحالات التي تظهر تورط اللوزتين تعد الآن من قبل منظمة الصحة العالمية (2016) بسبب كيان مؤقت يسمى سرطان الغدد الليمفاوية B-cell كبير مع إعادة ترتيب IRF4. هذه الأمراض هي ورم الغدد الليمفاوية للخلايا البائية الكبيرة من النوع الجريبي والتي تصيب أيضًا الأطفال والمراهقين والشباب، ولكنها تتميز بخلاف ذلك عن سرطان الغدد الليمفاوية من النوع الجريبي للأطفال من خلال افتقارها إلى غلبة قوية لدى الذكور، وحدوثها الشائع في المواقع خارج العقدة، وأنسجتها، مساره السريري، والتعديلات الجينومية التي تحملها خلايا B الخبيثة، ولا سيما السمة المميزة لجين IRF4 (عامل تنظيم إنترفيرون 4) (يُطلق عليه أيضًا MUM1 أو مستضد الميلانوما المرتبط -المتحور- 1) على المدى القصير (أي p) ذراع الكروموسوم 6 في الموضع 25.3 بالقرب من موقع IGH المناعي الثقيل على الذراع الطويلة (أي q) للكروموسوم 14 في الموضع 32.33 هذا الشذوذ الجيني المكتسب يفرض الإفراط في التعبير عن بروتين عامل الإنترفيرون التنظيمي. باستثناء الحالات التي تعتبر الآن أورامًا ليمفاوية كبيرة للخلايا B مع إعادة ترتيب IRF4، فإن سرطان الغدد الليمفاوية من النوع الجريبي للأطفال تقدم بشكل حصري تقريبًا مع تضخم الغدد الليمفاوية في الرأس أو الرقبة أو الإبط أو الفخذ.

## الفزيولوجيا المرضية
سرطان الغدد الليمفاوية من النوع الجريبي للأطفال هو تكاثر استنساخ (أي مجموعة من الخلايا المتماثلة وراثيا التي تشترك في أصل مشترك) من الخلايا البائية التي تعمل بشكل غير فزيولوجي عن طريق غزو وتعطيل بنية ووظيفة الأنسجة اللمفاوية. يتشكل استنساخ الخلية هذا ويزداد حجمه وينتشر إلى الأنسجة اللمفاوية الأخرى بالتزامن مع تراكمها المتزايد تدريجيًا للعديد من عمليات حذف الكروموسومات والطفرات الجينية، على الرغم من حدوث مجموعات مختلفة من هذه التغييرات في الأفراد المختلفين المصابين بالمرض. يُعتقد أن هذه التغييرات تعزز بقاء الخلايا الخبيثة عن طريق تثبيط موتها المبرمج للخلايا، ومنع نضجها، وزيادة قدرتها على التهرب من جهاز المناعة، و/أو خلق ظروف مواتية لتطوير التعديلات الجينية الأخرى التي لها هذه الخصائص، آثار الورم الخبيث. حذف الكروموسوم الأكثر شيوعًا هو حذف 1p36 والذي يحدث في 20-50% من حالات سرطان الغدد الليمفاوية من النوع الجريبي للأطفال. هذا التغيير هو حذف في ذراع q للكروموسوم 1 في الموضع 36 مما يؤدي إلى فقدان TNFAIP3، وهو الجين الذي يشفر عامل نخر الورم، والبروتين المستحث بألفا 3. يعمل هذا البروتين لمنع تنشيط NF-B، إلى منع موت الخلايا المبرمج، وتنظيم الاستجابات المناعية القائمة على الخلايا الليمفاوية من خلال نشاط يوبيكويتين ليجيز. تشمل التعديلات الأخرى التي شوهدت مرارًا وتكرارًا في سرطان الغدد الليمفاوية من النوع الجريبي للأطفال الطفرات في الجينات التالية: 1 TNFRSF14 30-50 % من الحالات الذي يشفر عائلة مستقبلات عامل نخر الورم، العضو 14، وهو مستقبل يحفز الاستجابات المناعية في الخلايا التائية، وهي مجموعة من غير - الخلايا الليمفاوية من الخلية B؛ 2 IRF8 10-50% من الحالات الذي يشفر بروتين عامل مضاد للفيروسات 8، وهو بروتين يساهم في نضج ووظيفة الخلايا البائية؛ 3  MAP2K1 10-40% من الحالات، الذي يشفر بروتين كيناز كيناز 1 المنشط بالميتوجين، وهو إنزيم ينشط مسار إشارات خلية MAPK / ERK الذي ينظم تكاثر الخلايا والتعبير عن الجينات المختلفة؛ و 4 عشرات من الجينات الأخرى الموجودة في ما يصل إلى 15% من الحالات. أكدت الدراسات الأخيرة لتسلسل الإكسوم الكامل في الأطفال والمراهقين الذين يعانون من سرطان الغدد الليمفاوية من النوع الجريبي للأطفال هذه النتائج، ووجدت أن العديد من هذه التعديلات الجينية تؤدي إلى قمع إما مسارات إشارات مستقبلات البروتين المقترنة MAPK / ERK أو G، وتشير إلى أن قمع هذه المسارات يساهم في تطوير سرطان الغدد الليمفاوية من النوع الجريبي للأطفال.